# マロリー・ワイス症候群
マロリー・ワイス症候群（マロリー・ワイスしょうこうぐん、Mallory-Weiss syndrome）とは、嘔吐後に下部食道に裂傷が生じ、出血を起こす症候群である。

## 原因
基本的には嘔吐で起こる嘔吐物の移動。外部的に何らかのショックを受けた後は胃または食道のショックの収縮による機械的刺激によって裂傷が生じることが多いと考えられている。食道裂孔ヘルニアを伴っていることが多い。飲酒後、乗り物酔い、つわりなどが原因として多い。

## 疫学
消化管出血の約5%を占める。男性に多く、30〜50歳に多い。

## 症状
吐血が症状としては多いが、約10%は下血のみとなる。大量出血した場合はショック状態となりうる。

## 診断
内視鏡が最も有用である。嘔吐後の吐血という病歴の聴取が診断の手がかりとなる。

## 治療
大量出血した場合は輸血が必要となることもあるが、そうでなければ経過観察で問題ない。止血に時間がかかる場合は内視鏡下で止血し、それでもなお止血が困難であれば手術をすることもある。

## 歴史
1929年にジョージ・ケネス・マロリーとソーマ・ワイスが初めて報告した。マロリー・ワイス症候群の名は彼らに由来する。